# Sanssouci Verlag
Der Sanssouci Verlag ist ein deutscher Buchverlag mit Sitz in München.

## Geschichte
Der Verlag wurde 1954 vom Schweizer Peter Schifferli, dem Inhaber des Arche Verlags, zunächst als Imprint für Unterhaltungsliteratur in Zürich gegründet. Seit 1995 gehört er zum Münchener Carl Hanser Verlag. 2015 erwarb Johannes Thiele den Sanssouci Verlag vom C. Hanser Verlag, der 2012 die Sanssouci-Imprints eingestellt hatte.
Der Sanssouci Verlag hat sich heute vor allem auf Humorbücher, Geschenkbücher, Ratgeber und Reiseführer spezialisiert.

## Autoren des Verlags
Zu den Autoren gehören zum Beispiel Friedrich Ani, Barbara Bronnen, Amelie Fried, Elke Heidenreich, Helme Heine, Erich Kästner, Georg Kreisler, Stanisław Jerzy Lec, Katja Reider, Eugen Roth, Peter Schanz, Anton Tschechow, Martin Walser, Urs Widmer, Hans Zippert und Carl Zuckmayer.
Zu den Illustratoren zählen unter anderem Quint Buchholz, Wolf Erlbruch, Ole Könnecke, Luis Murschetz, Michael Sowa und Hans Traxler.